# Pernophorus brevicollis
Pernophorus brevicollis is een keversoort uit de familie snuitkevers (Curculionidae). De wetenschappelijke naam van de soort werd in 1910 gepubliceerd door Strohmeyer.